# Distrikt San Pedro de Putina Punco
Der Distrikt San Pedro de Putina Punco liegt in der Provinz Sandia in der Region Puno in Südost-Peru. Der Distrikt wurde am 13. Mai 2005 aus Teilen des Distrikts Tambopata gebildet. Er besitzt eine Fläche von 5538 km². Beim Zensus 2017 wurden 10.298 Einwohner gezählt. Im Jahr 2007 lag die Einwohnerzahl bei 10.605. Verwaltungssitz des Distriktes ist die 950 m hoch gelegene Ortschaft Putina Punco mit 1935 Einwohnern (Stand 2017). Putina Punco befindet sich 50 km ostnordöstlich der Provinzhauptstadt Sandia.

## Geographische Lage
Der Distrikt San Pedro de Putina Punco erstreckt sich über den Nordosten der Provinz Sandia. Die Längsausdehnung in Nord-Süd-Richtung beträgt 135 km, die maximale Breite liegt bei etwa 80 km. Das Areal umfasst im Süden die Höhenkämme der peruanischen Ostkordillere, im Norden das Amazonastiefland. Der Río Tambopata durchquert den Distrikt, anfangs in nordnordöstlicher Richtung, anschließend entlang der östlichen Distriktgrenze nach Norden und schließlich in nordwestlicher Richtung. Der Río Heath verläuft im Norden des Distrikts entlang der östlichen Distriktgrenze nach Norden. Der Distrikt San Pedro de Putina Punco liegt mit Ausnahme des äußersten Südens innerhalb des Nationalparks Bahuaja Sonene.
Der Distrikt San Pedro de Putina Punco grenzt im Süden und im Südwesten an die Distrikte San Juan del Oro, Alto Inambari und Limbani, im Norden an den Distrikt Tambopata (Provinz Tambopata) sowie im Osten an Bolivien.

## Ortschaften
Im Distrikt gibt es neben dem Hauptort folgende größere Ortschaften:
- Chocal
- Curva Alegre (393 Einwohner)
- Janansaya (239 Einwohner)
- Miraflores Lanza
- Palmerani (202 Einwohner)
- Pampa Grande (391 Einwohner)
- Pampas de Moho (318 Einwohner)
- San Benigno (212 Einwohner)
- San Ignacio (374 Einwohner)
- Victoria (295 Einwohner)